# وینر (آرکانزاس)
وینر (آرکانزاس) (به انگلیسی: Weiner, Arkansas) یک شهر در ایالات متحده آمریکا با جمعیت ۷۶۰ نفر است که در آرکانزاس واقع شده‌است.

## موقعیت جغرافیایی
موقعیت جغرافیایی شهرها و مناطق اطراف به شرح زیر است:

## نگارخانه

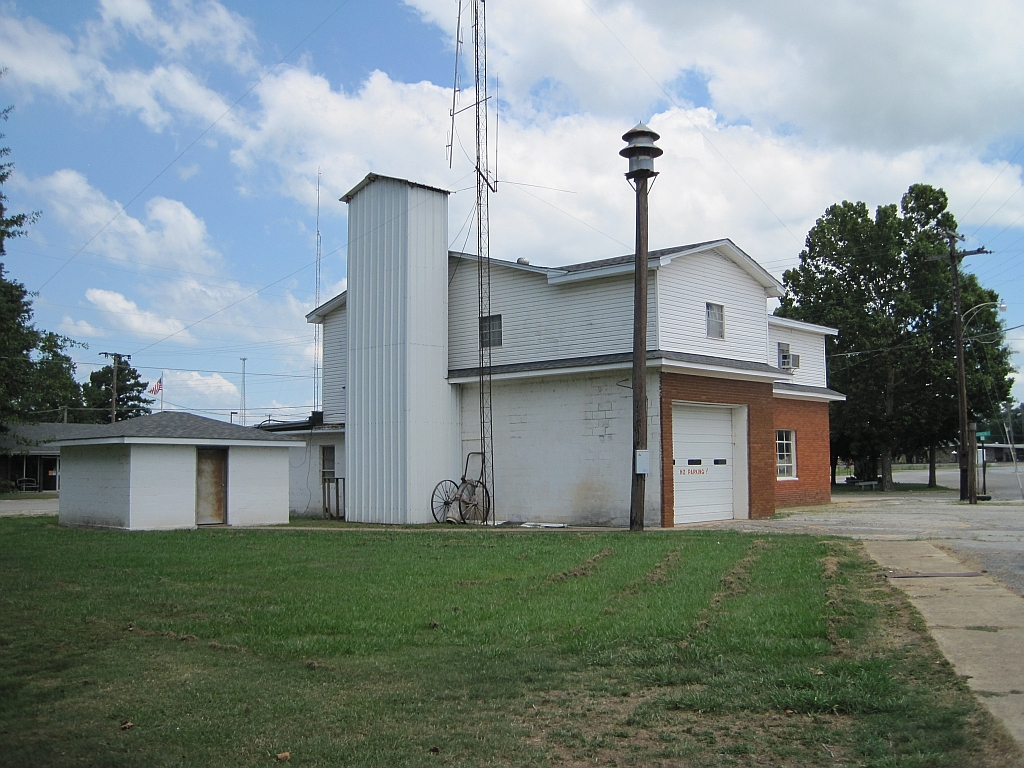
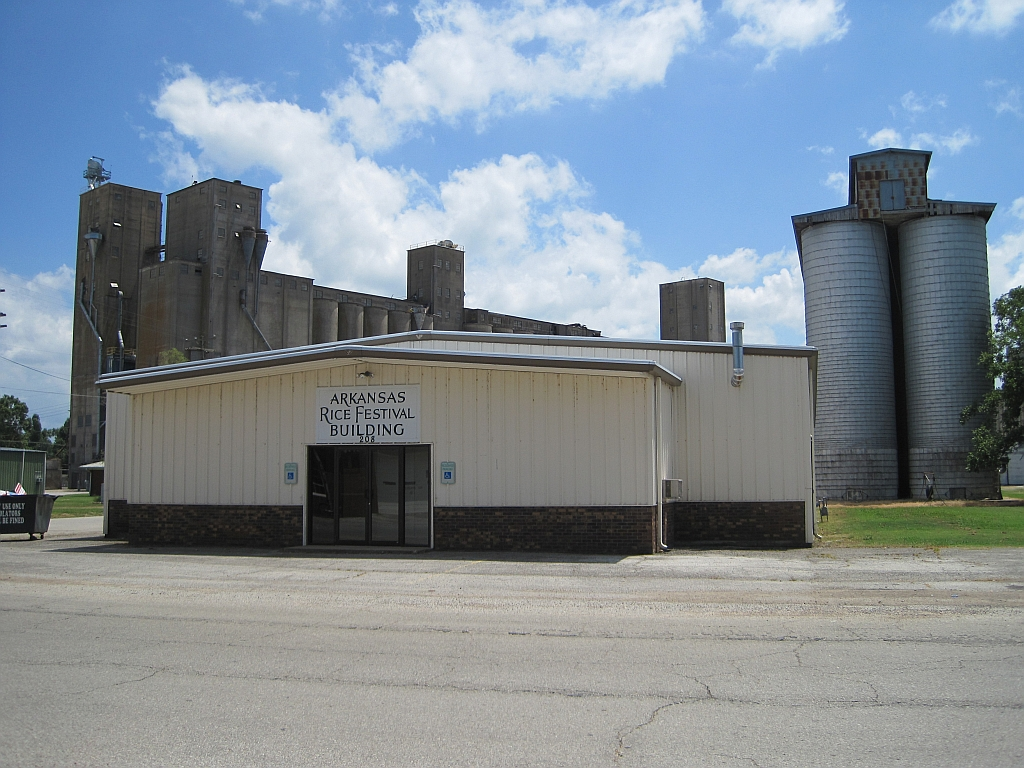
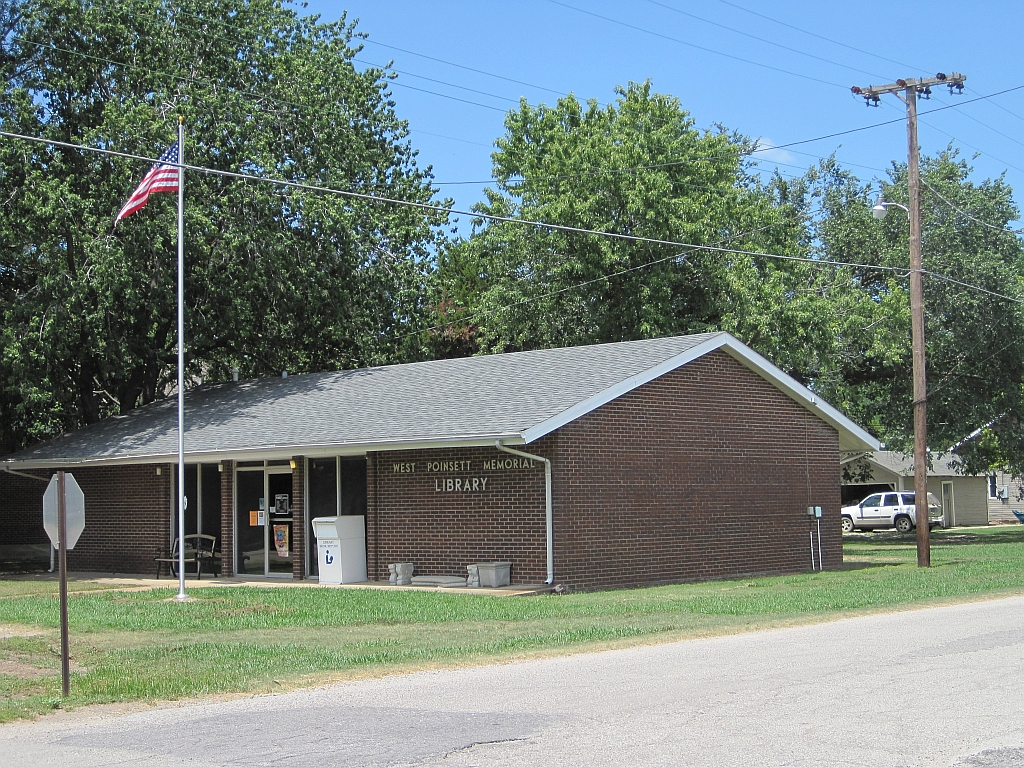
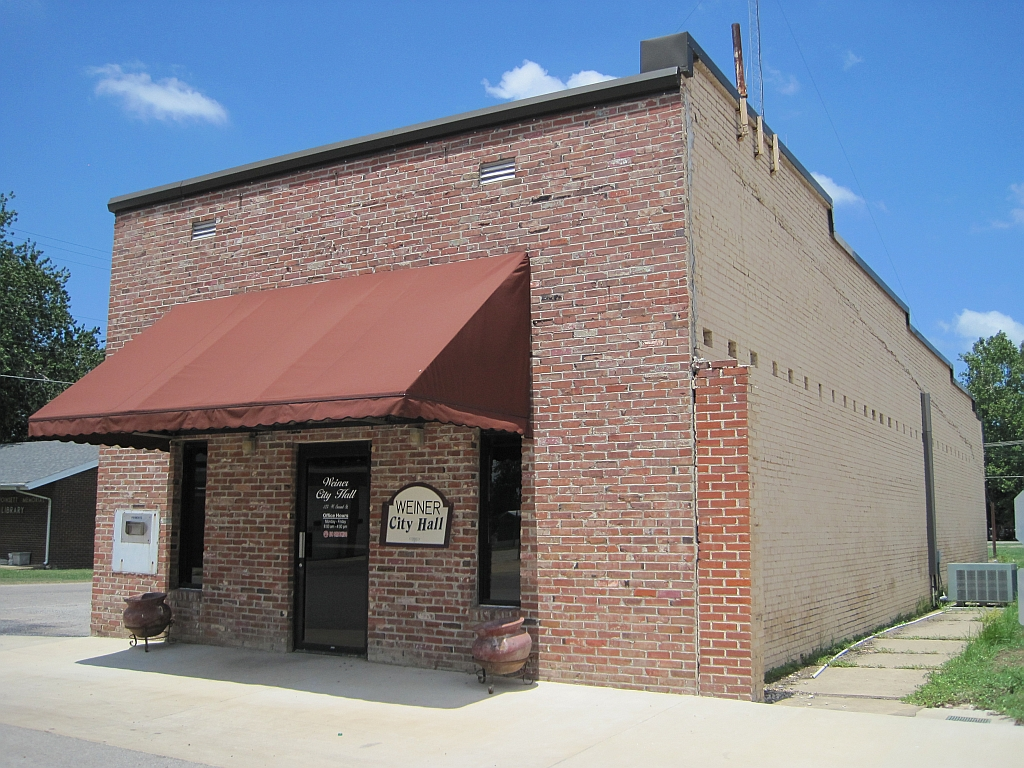
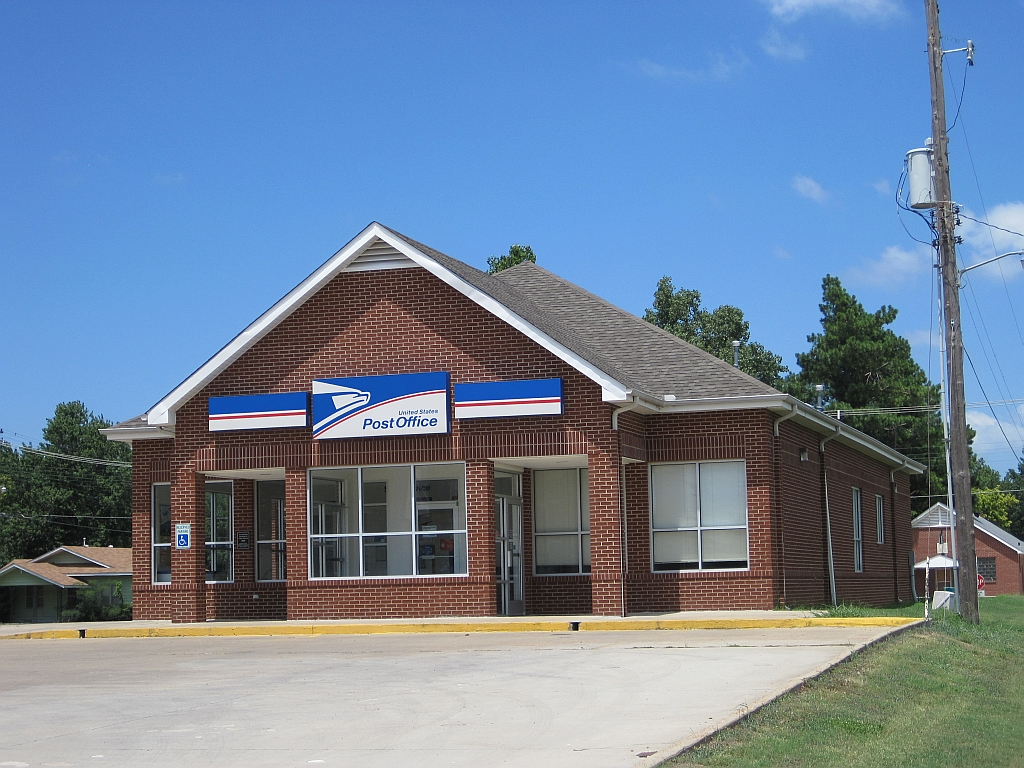
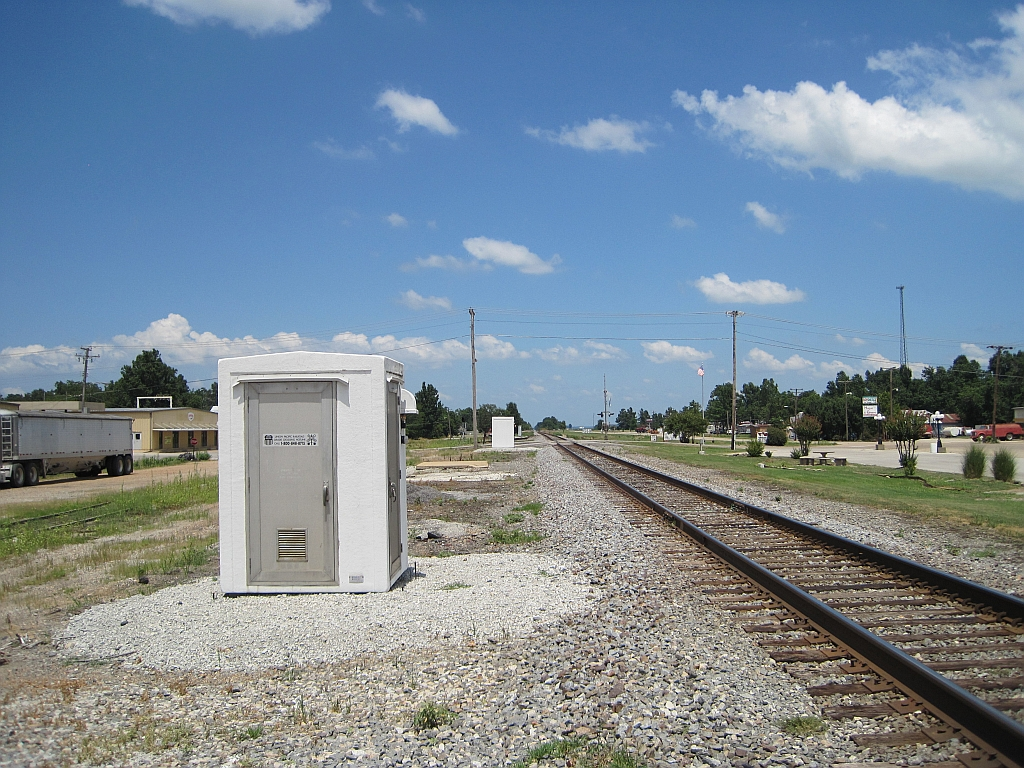
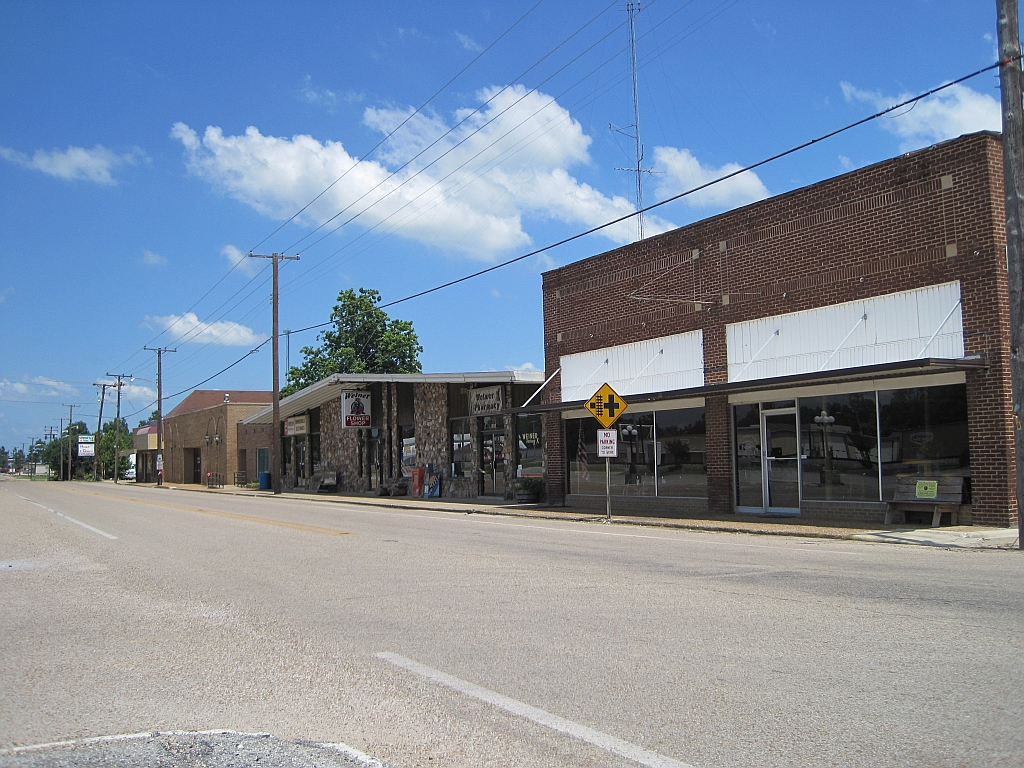
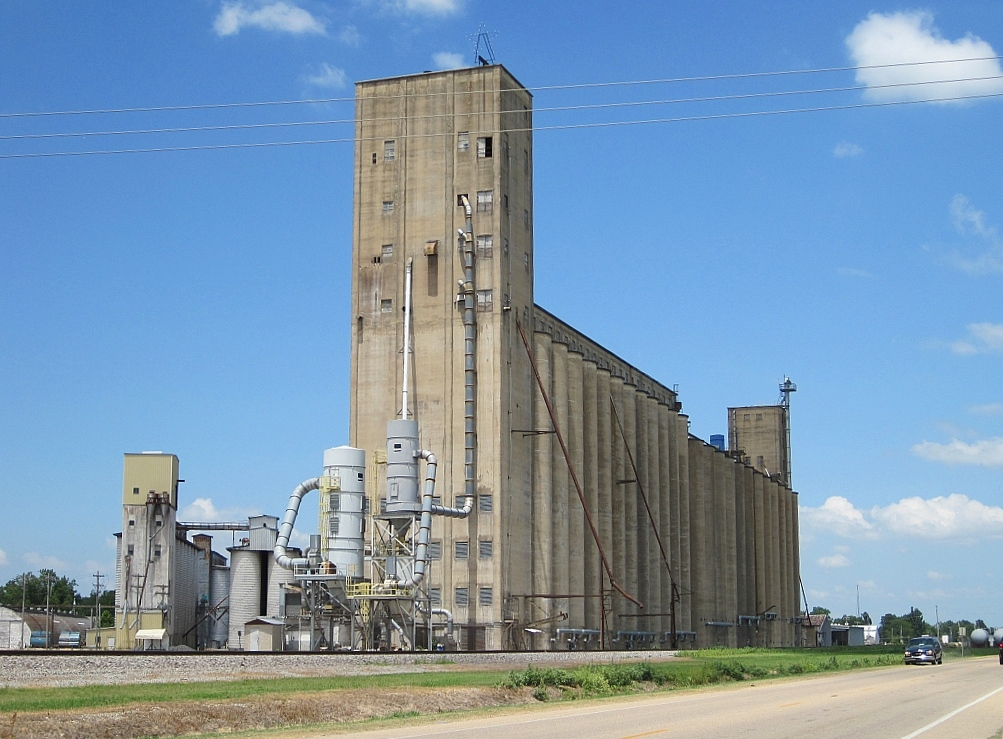
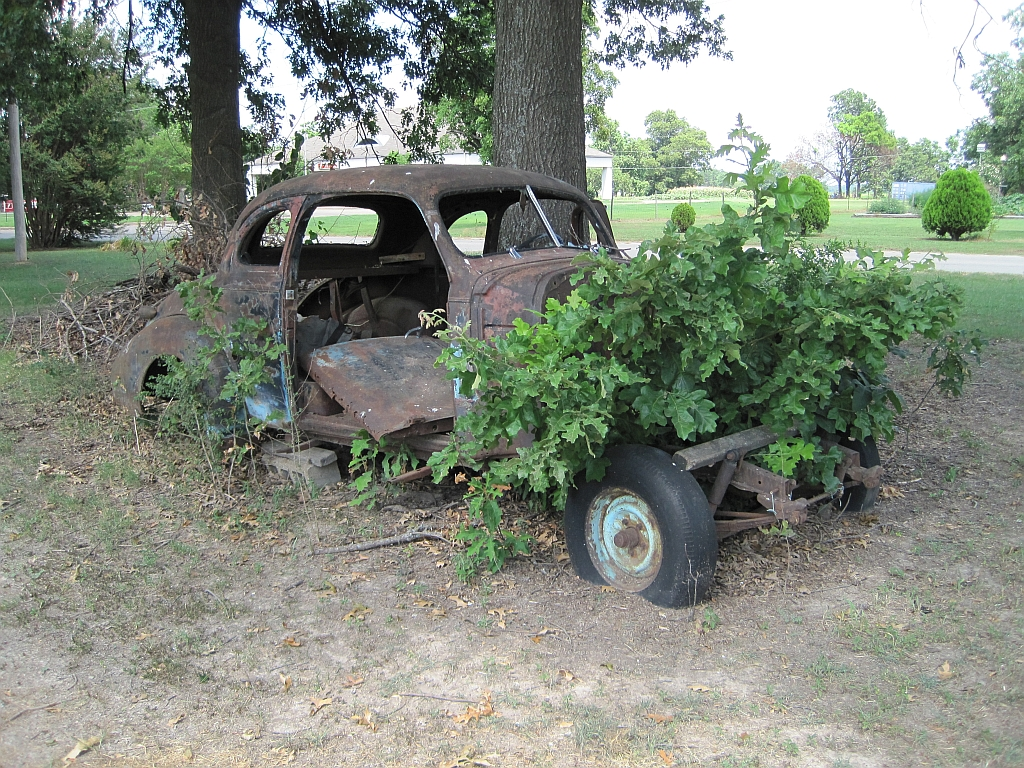
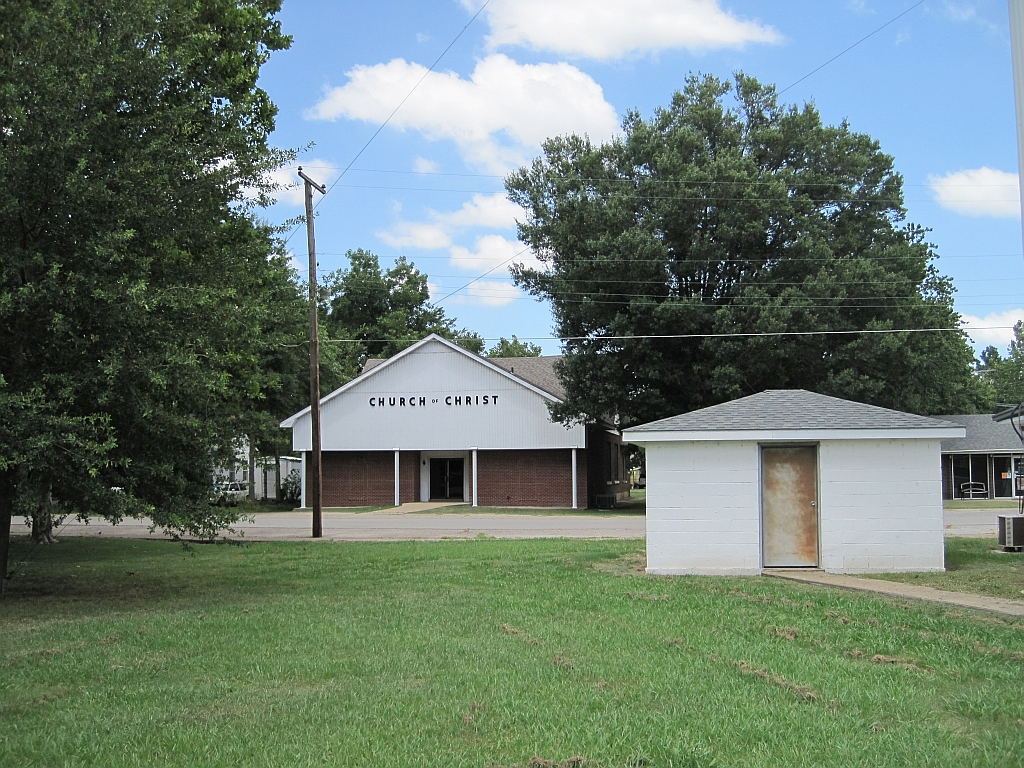
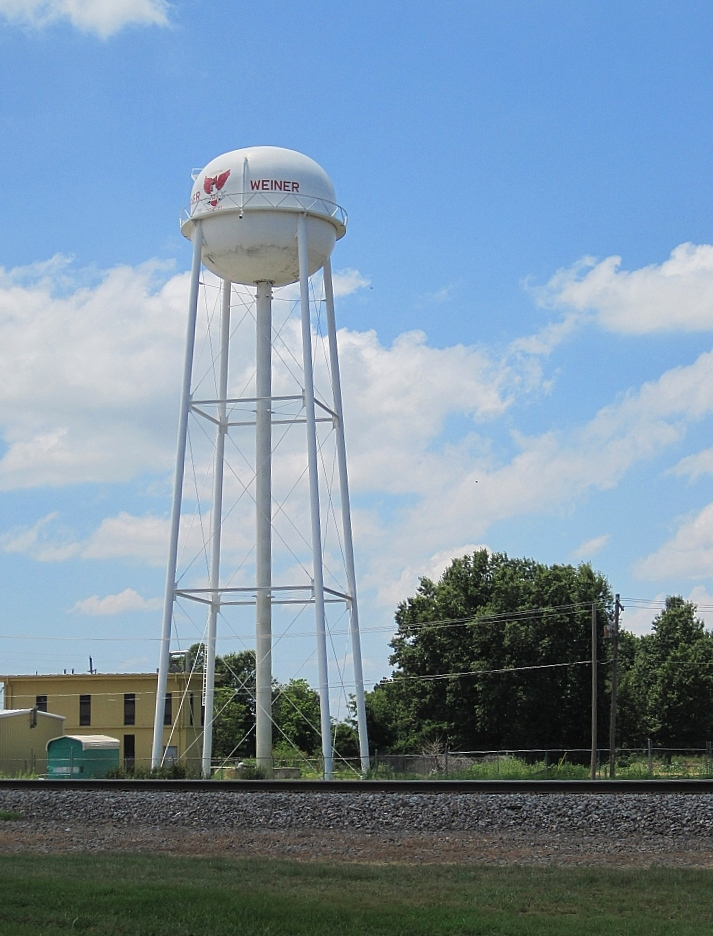
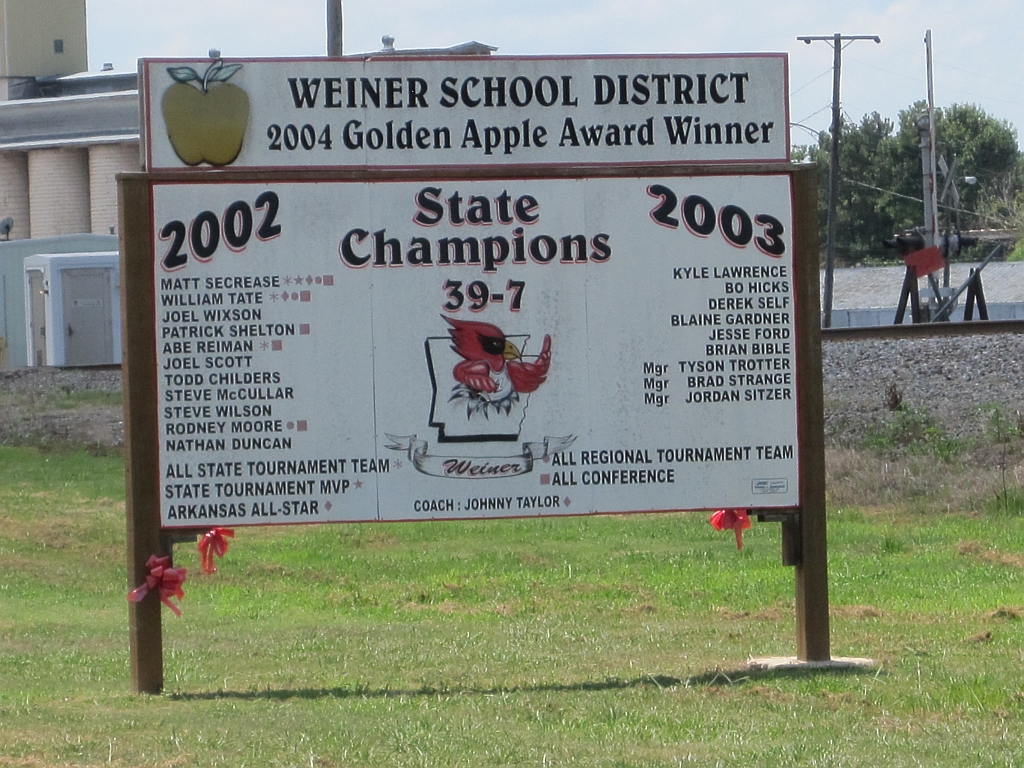
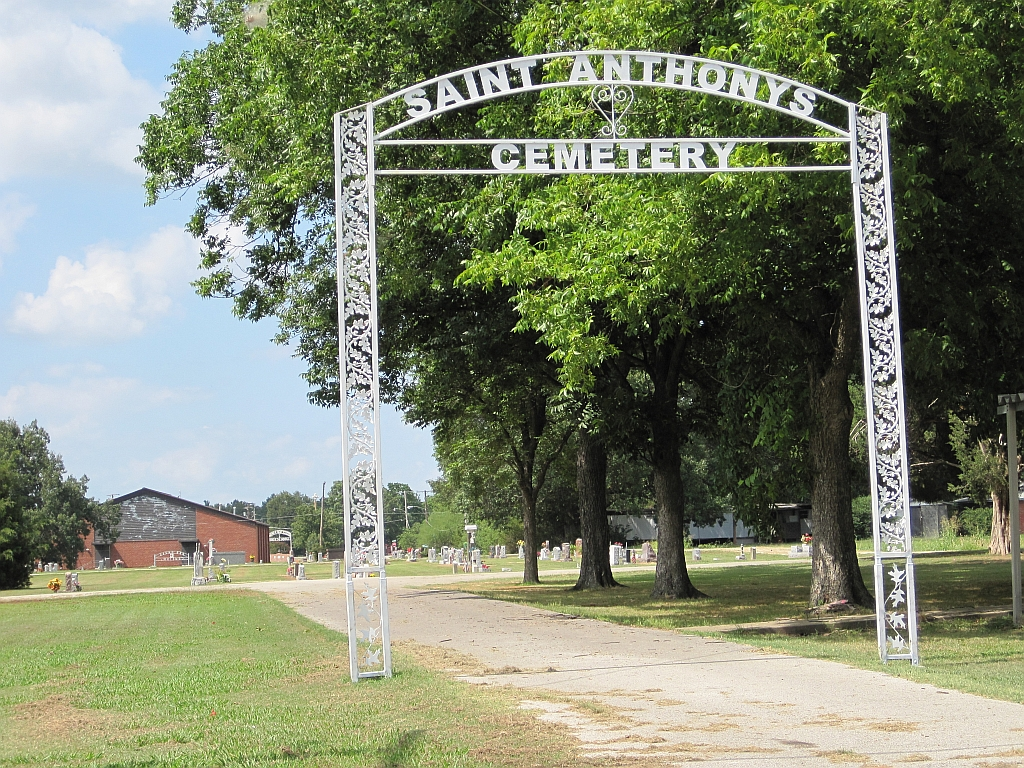